# Sec-butil-litio
El sec-butil-litio es un compuesto organometálico de fórmula química CH3CHLiCH2CH3, abreviado sec-BuLi o s-BuLi. Este reactivo de organolitio quiral se utiliza como fuente del carbanión sec-butilo en síntesis orgánica.

## Síntesis
El sec-BuLi se puede preparar mediante la reacción de haluros de sec-butilo, como el 2-clorobutano, con litio metálico:
El enlace carbono-litio es muy polar, lo que hace que el carbono sea básico, como en otros reactivos de organolitio. El sec-butil-litio es más básico que el reactivo primario de organolitio, el n-butil-litio. También está más impedido estéricamente, aunque sigue siendo útil para las síntesis.

## Propiedades químicas
La basicidad aumenta en la serie n-butil-litio < sec-butil-litio < terc-butil-litio. El s-BuLi es, por lo tanto, la segunda base más fuerte de esta serie. El s-butil-litio está disponible comercialmente, generalmente como una disolución en ciclohexano. Puede formarse un precipitado fino de hidruro de litio durante el almacenamiento, lo cual conduce a una reducción en la concentración de las disoluciones a lo largo del tiempo:
Esta reacción produce una mezcla de s-BuLi con 1-buteno, cis-2-buteno y trans-2-buteno.
El sec-BuLi es autoinflamable con el aire y también reacciona violentamente con el agua. Por lo tanto, el reactivo siempre debe almacenarse y manipularse bajo gas protector (como el argón).

## Aplicaciones
El sec-BuLi se emplea para desprotonaciones de ácidos carbonados particularmente débiles donde el reactivo más convencional (n-BuLi) no es satisfactorio. Sin embargo, es tan básico que su uso requiere un mayor cuidado que para el n-BuLi. Por ejemplo , el éter dietílico es atacado por el sec-BuLi a temperatura ambiente en minutos, mientras que las disoluciones de n-BuLi en éter son estables. Muchas transformaciones que involucran al sec-butil-litio son similares a las que involucran a otros reactivos de organolitio. Por ejemplo, el sec-BuLi reacciona con compuestos carbonílicos y ésteres para formar alcoholes. 